# Wargame: Red Dragon
Wargame: Red Dragon — компьютерная игра в жанре стратегии в реальном времени, разработанная студией Eugen Systems для Windows, Linux, Mac. Релиз состоялся 17 апреля 2014 года.
Игра является сиквелом Wargame: AirLand Battle. В отличие от предыдущих частей действия игры разворачиваются в Азии в период с 1970—1990-х годов и посвящены противостоянию стран ОВД и их союзников с одной стороны и НАТО и их союзников с другой в Холодной войне.

## Особенности игры
- Пять новых государств: Китай, КНДР, Республика Корея, Япония, Австралия. В DLC доступны ещё шесть новых государств: Нидерланды, Израиль, Финляндия, Югославия, ЮАР и Италия.
- Добавлен военный флот. Каждая страна имеет ряд военно-морских соединений, от скромных десантных кораблей до эсминцев и палубной авиации. Также теперь стали доступны амфибии — боевые единицы, способные передвигаться по воде.

## Сюжет кампании
- Пусанский котёл. Игра за Республику Корея. Южнокорейский диктатор назначает своего преемника, но народ Республики Корея протестует и просит провести демократические реформы в стране, а затем вводится военное положение. Тем временем глава КНДР следит за событиями и решает воспользоваться выпавшим шансом для объединения Кореи. Северокорейская армия начинает подготовку к вторжению на территорию давнего врага.
- Битва медведя с драконом. Игра за Китай. Китай ведёт войну с Вьетнамом для того, чтобы решить свои территориальные споры. Властям Советского Союза не нравится усиление Китая, и они разрывают 30-летний договор о дружбе, союзе и взаимной помощи. Тем временем Китай сближается с Соединёнными Штатами и просит поддержки. Узнав о готовящемся наступлении Советской армии, НОАК решает нанести превентивный удар по порту Владивосток.
- Жемчужина Востока. Игра за Великобританию. После победы на Фолклендских островах популярность Маргарет Тэтчер достигла пика. На встрече с Дэн Сяопином «Железная леди» попросила продлить аренду Гонконга, но он отказал, ответив, что желает вернуть все китайские территории. Маргарет Тэтчер, воодушевлённая предыдущей победой, решила не отдавать Гонконг и усилила базирующуюся там группировку войск. Обстановка вокруг города накалена до предела и НОАК вторгается в город.
- Восхождение на гору Народная. Игра за СССР. Вот уже 30 лет Япония и СССР не могут решить территориальный спор на Курильских островах, что не даёт им возможность ратифицировать мирный договор об окончании Второй Мировой войны. Советские войска усиливают военную группировку на островах, в ответ на это власти Японии наращивают военный бюджет. Япония и США решили провести военно-морские учения, но СССР неожиданно ответил агрессией и успешно занял весь север Японии.
- Вторая Корейская война. Игра за НАТО. После путча 1991 года у власти в СССР вновь встали коммунисты. Лишившись поддержки своих бывших союзников после роспуска ОВД, советское правительство решает укрепить свои отношения с коммунистическими правительствами Азии. Возможно, за дружбу с ними придётся заплатить ценой объединения Кореи.

## Дополнения
В игре есть как бесплатные, так и платные DLC. Первые три бесплатных DLC добавляют несколько многопользовательских карт, а также юнитов для существующих фракций. Платные дополнения добавляют новые игровые нации.
Первые три DLC были выпущены в 2016 году. Первое DLC, выпущенное в мае, добавляет Вооружённые силы Нидерландов в качестве игровой фракции. Была добавлена нидерландская техника, в частности DAF YP-408 и DAF YP-104, а также различные британские, французские, немецкие и американские юниты, которые использовались в армии в Нидерландах. Еще одно DLC, выпущенное в июне, добавляет в игру Силы обороны Израиля. В игре стала доступна техника израильской армии, в частности, танки серии Merkava, а также многие другие израильские подразделения. Третье DLC под названием Double Nation Pack: REDS вводит в игру Югославию и Финляндию в качестве союзников СССР. Это DLC включает 186 новых юнитов и было выпущено 1 декабря.
Четвёртое DLC, выпущенное в сентябре 2021 года, добавляет в игру Южно-Африканские силы обороны с 90 новыми юнитами и 20 новыми моделями техники.
26 июля 2024 года было анонсировано пятое DLC с войсками Италии, включая танк C1 Ariete и штурмовик A11.